# غونزالو كاريراس
غونزالو كاريراس (بالإسبانية: Gonzalo Carreras) هو راكب الكنو أرجنتيني، ولد في 29 مارس 1995.

## روابط خارجية
- غونزالو كاريراس على موقع أوليمبيديا (الإنجليزية)
- غونزالو كاريراس على موقع اللجنة الأولمبية الأرجنتينية (الإسبانية)